# Djurînska Slobidka, Ciortkiv
Djurînska Slobidka (în ucraineană Джуринська Слобідка) este un sat în comuna Djurîn din raionul Ciortkiv, regiunea Ternopil, Ucraina.

## Demografie
Componența lingvistică a localității Djurînska Slobidka
     Ucraineană (99,19%)
     Alte limbi (0,81%)
Conform recensământului din 2001, majoritatea populației localității Djurînska Slobidka era vorbitoare de ucraineană (99,19%), existând în minoritate și vorbitori de alte limbi.